# Holloways Beach
Holloways Beach è un sobborgo di Cairns, Queensland, Australia. Ha una popolazione di 2.347 abitanti.